# Tõnu Naissoo

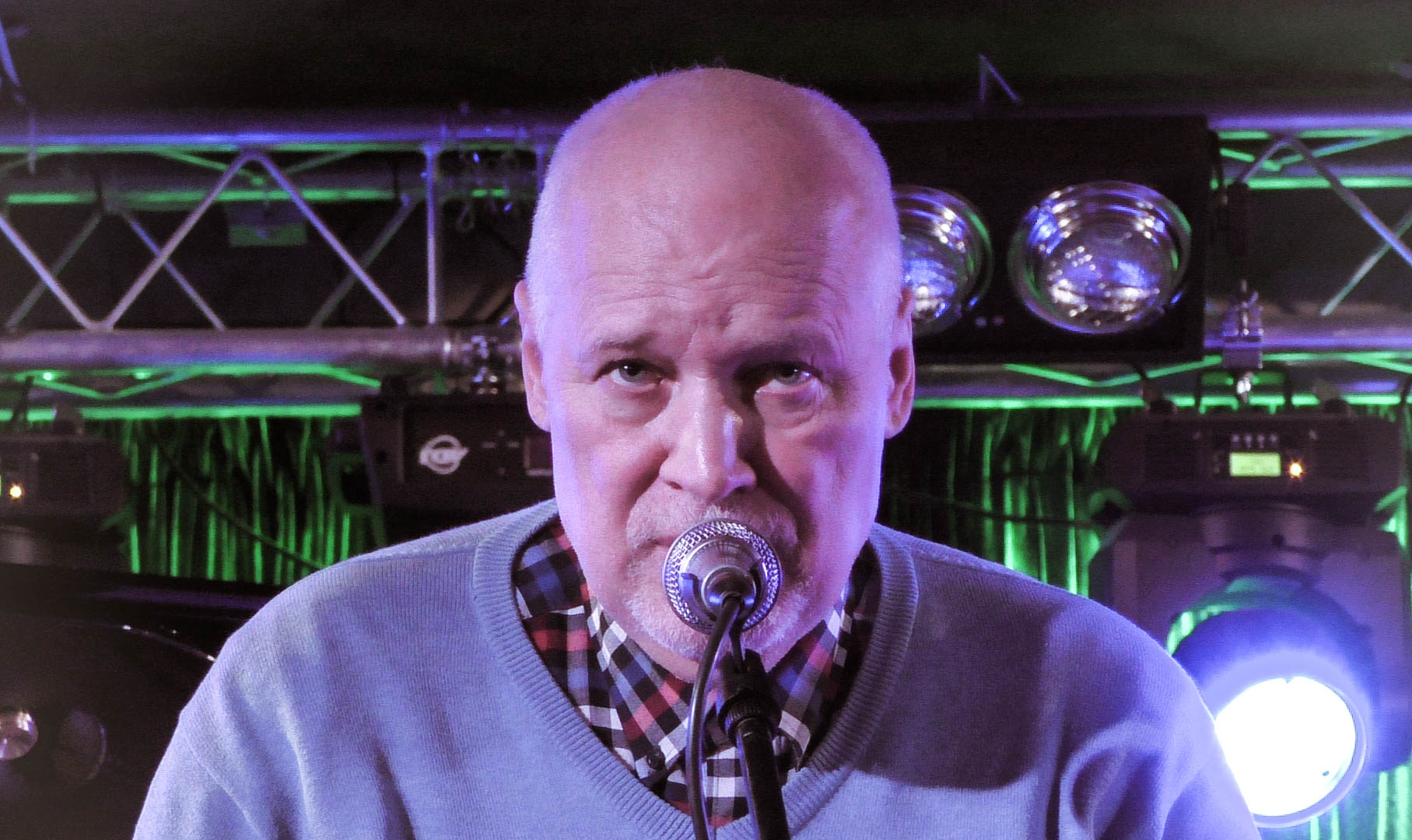
Tõnu Naissoo

Tõnu Naissoo, född den 18 mars 1951 i Tallinn, är en estnisk kompositör, son till Uno Naissoo.
Naissoo avslutade 1982 sina studier inom ämnet komposition vid Estniska musik- och teaterakademien (estniska Tallinna Riiklik Konservatoorium) för Eino Tamberg. Naissoo vidareutbildade sig 1989/90 vid Berklee College of Music i Massachusetts och var i början av 1990-talet verksam som musikpedagog i Finland. Sedan 1999 undervisar han i Tallinn.
Vid sidan av sitt komponerande är Naissoo även känd som solopianist och jazzmusiker. Han har komponerat mycket scen- och filmmusik, bland annat tillsammans med sin far för den estniska kultfilmen Viimne reliikvia. Sedan 1984 tillhör han det estniska tonsättarförbundet (Eesti Heliloojate Liit) an.